# Karolina Widar
Karolina Widar, född 24 september 1980 i Kristinehamn, är en svensk före detta innebandyspelare. Hon vann tre SM-guld med Rönnby IBK och fyra VM-guld i svenska damlandslaget.
Säsongerna 200–2005 och 2005–2006 utsågs hon till årets spelare i svensk innebandy.

## Biografi
Widar började med innebandy som 14-åring och nyinflyttad till Norberg från födelseorten Kristinehamn. Hon spelade då i Fagerstaklubben Per-Ols IBF, innan hon fyra år senare fortsatte sin karriär i Rönnby IBK från Västerås. Säsongen 2007 blev hon svensk mästare med Rönnby IBK, och blev samma år världsmästare för andra gången med Sveriges damlandslag i innebandy. Hon utsågs 2007 till världens bästa innebandyspelare på damsidan av tidskriften Innebandymagazinet. 2009 tilldelades hon priset på nytt
2009 blev också Widar återigen världsmästare med Sverige och blev uttagen i All Star Team vid Världsmästerskapet i innebandy för damer 2009. Våren 2010 vann Widar åter SM-guld med sin klubb Rönnby IBK. Våren 2013 tog Widar sitt tredje och sista SM-guld än en gång med (Rönnby IBK) som hon spelat i sedan säsongen 1997/1998.

## Meriter
- SM-guld med Rönnby IBK: 2007, 2010 och 2013
- VM-guld med Sverige: 2003, 2007, 2009 och 2011

## Klubbar i karriären
- Skogsgymnastikens IBS
- Per-Ols IBF
- Rönnby IBK
- UHC Dietlikon, Schweiz